# Андреа Генкель
Андреа Генкель (нім. Andrea Henkel; нар. 10 грудня 1977, Ільменау, Тюрингія, Німеччина) — німецька біатлоністка, олімпійська чемпіонка, чемпіонка світу, володарка Великого кришталевого глобуса Кубка світу з біатлону.
Починала свою спортивну кар'єру як лижниця, проте після затвердження біатлону олімпійським видом спорту, вона перейшла до цієї дисципліни у 1989 році. Вперше була відібрана у юніорську Збірну з біатлону в 1994 році. Починаючи з сезону 1998/99 років була учасницею Збірної команди Німеччини з біатлону. У 1999 році вперше перемогла на етапі Кубка світу.
На Зимових Олімпійських Іграх 2002 року завоювала 2 медалі: золоту в індивідуальній гонці на 15 км, та золоту в естафеті. На Зимових Олімпійських іграх 2006 року виборола срібну нагороду в естафеті.
У сезоні 2006/2007 виграла Кубок світу з біатлону, незважаючи на пропуск декількох змагань під час сезону. Крім загального заліку, Андреа виграла і малий «Кришталевий глобус» в індивідуальних гонках.

## Особисте життя
Андреа Генкель зустрічається з американським біатлоністом Тімом Берком. Улюблене хобі — шопінг.